# Rogiera gratissima
Rogiera gratissima là một loài thực vật có hoa trong họ Thiến thảo. Loài này được Linden miêu tả khoa học đầu tiên năm 1864.